# Kirche St. Martin (St. Martin)

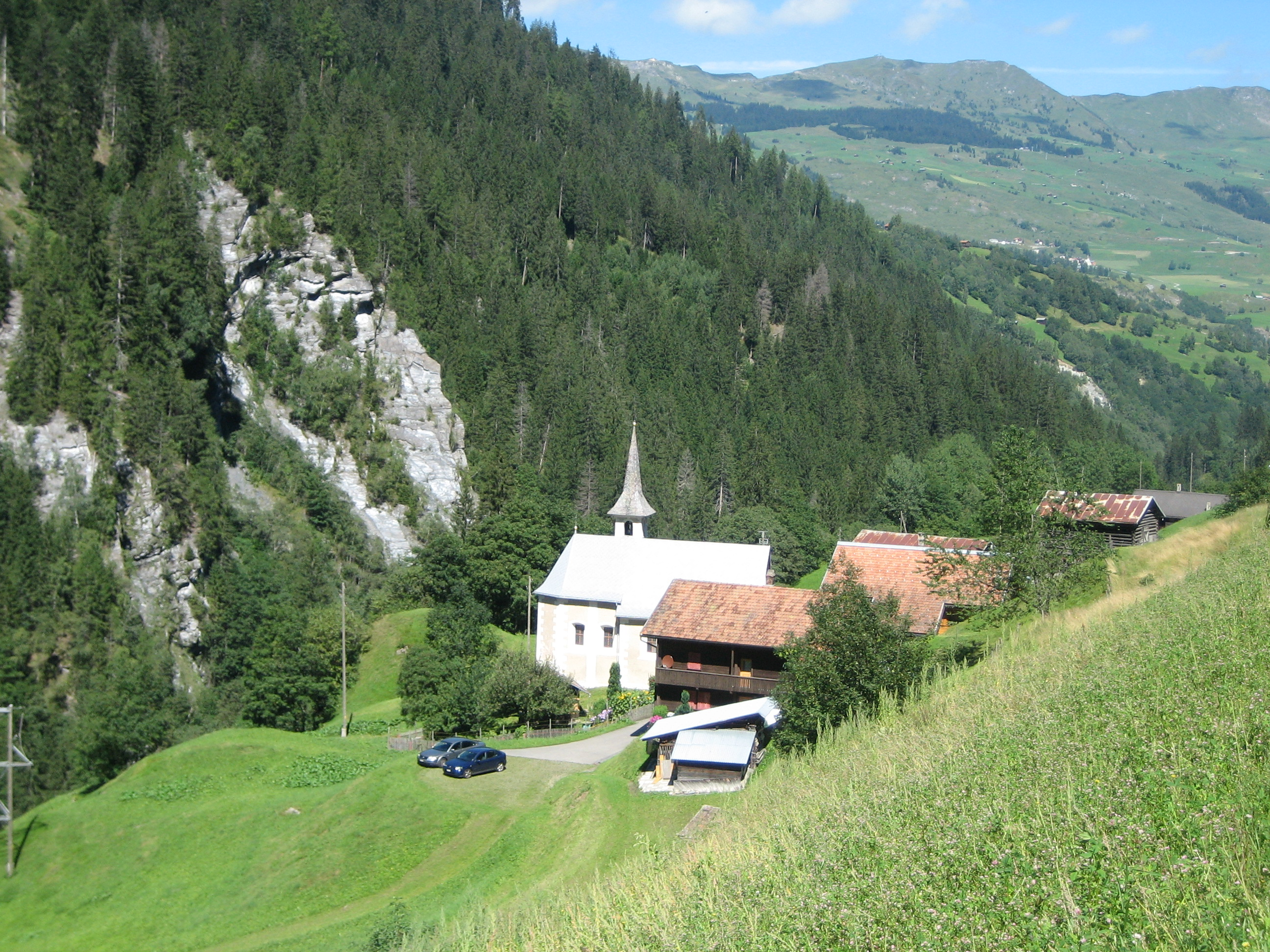
Ansicht von Süden

Die römisch-katholische Kirche St. Martin steht im Ortsteil  St. Martin der Gemeinde Vals im Valser Tal im schweizerischen Kanton Graubünden. Sie ist dem heiligen Martin geweiht.

## Geschichte

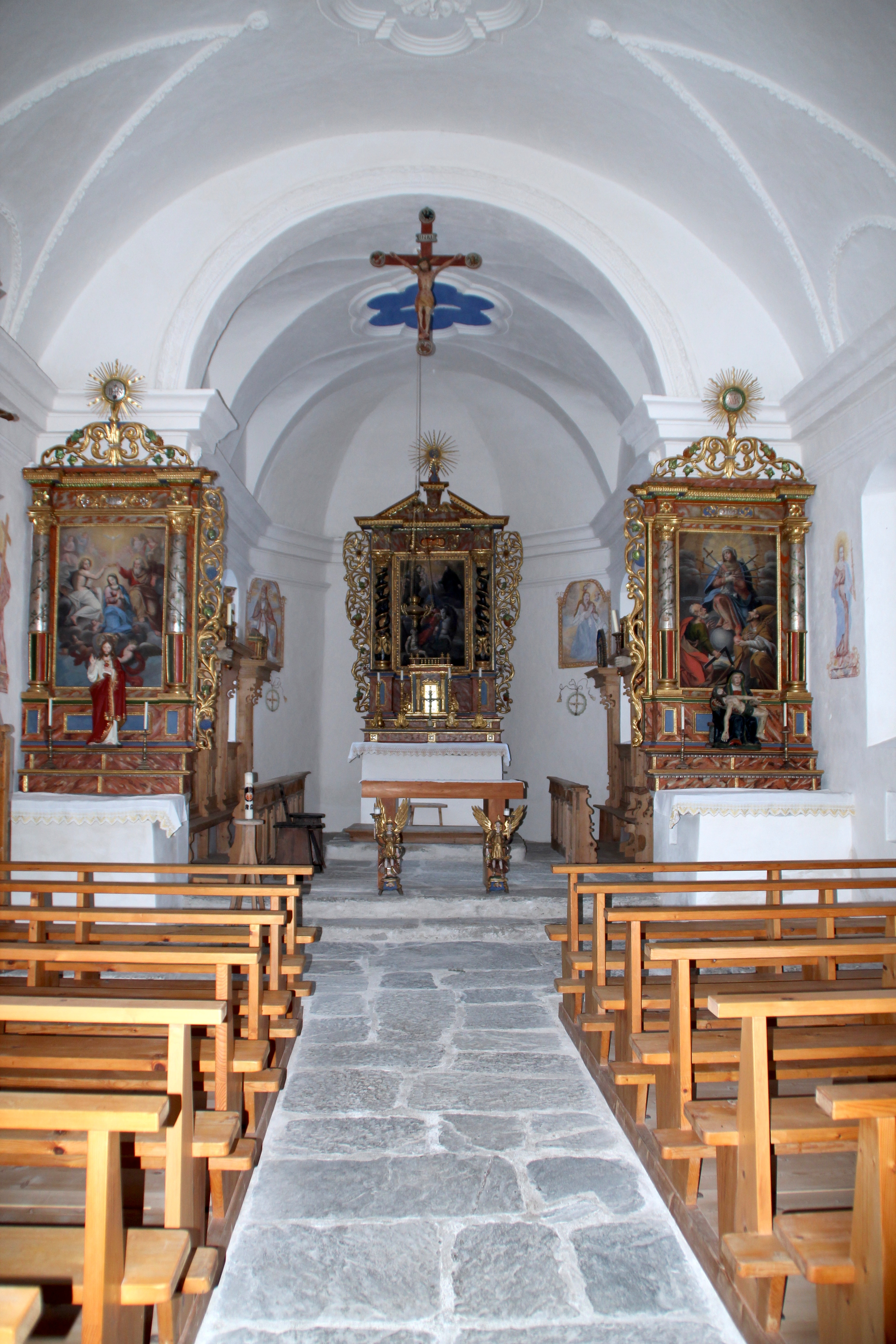
Innenraum

In einem Indulgenzbrief von 1345 wird erstmals eine Kapelle St. Martin in Valles erwähnt. Am 5. Juni 1462 wurde ein neuer Altar geweiht. Am 4. Juli 1497 erfolgte eine Neuweihung; das heutige Schiff stammt noch aus dieser Zeit.
Durch die Kapuziner, die im Namen der Gegenreformation in ganz Graubünden tätig waren, wurde ein Neubau erstellt, der am 30. Juni 1695 geweiht wurde. Damals entstand der Bau, wie er sich heute präsentiert. 1996/1997 wurde die Kirche restauriert.

## Beschreibung
Die nach Westen gerichtete Anlage verfügt über einen verhältnismässig tiefen Chor, der etwas nach Süden abgedreht ist. Der Chor ist mit in zwei Jochen mit Kreuzgewölben überdeckt, das Schiff mit einer Tonne. Die Ausmasse des Chors: 6.5 auf 4,7 Meter; das Schiff ist 9,10 Meter lang und 4,75 Meter breit.
Der Turm erhebt sich über Chor und Schiff und durchstösst das Dach der Sakristei.

## Ausstattung
Der Hochaltar stammt aus dem Jahr 1698, das Altarblatt zeigt den heiligen Martin mit Antonius von Padua. Die beiden Seitenaltäre wurden 1704 erstellt. Das Altarblatt des linken zeigt eine Marienkrönung, jenes des rechten eine Mater dolorosa; beide stammen vermutlich vom Mönch und Kirchenmaler Fridolin Eggert aus Disentis. Auf dem nördlichen Seitenaltar steht eine Pietà aus spätgotischer Zeit.
An der nördlichen Schiffswand hat sich eine Apostelreihe aus dem Jahr 1593 von Hans Ardüser erhalten, darunter finden sich Rötelinschriften aus dem 18. und 17. Jahrhundert. Die Wandbilder mit Abbildungen der Apostel stammen aus dem letzten Viertel des 18. Jahrhunderts. Im Chor sind die heilige Magdalena und St. Martin abgebildet. Das Kruzifix am Chorbogen stammt aus der Zeit um 1500. Das Chorgestühl entstand im 18. Jahrhundert, die Kanzel um 1779.

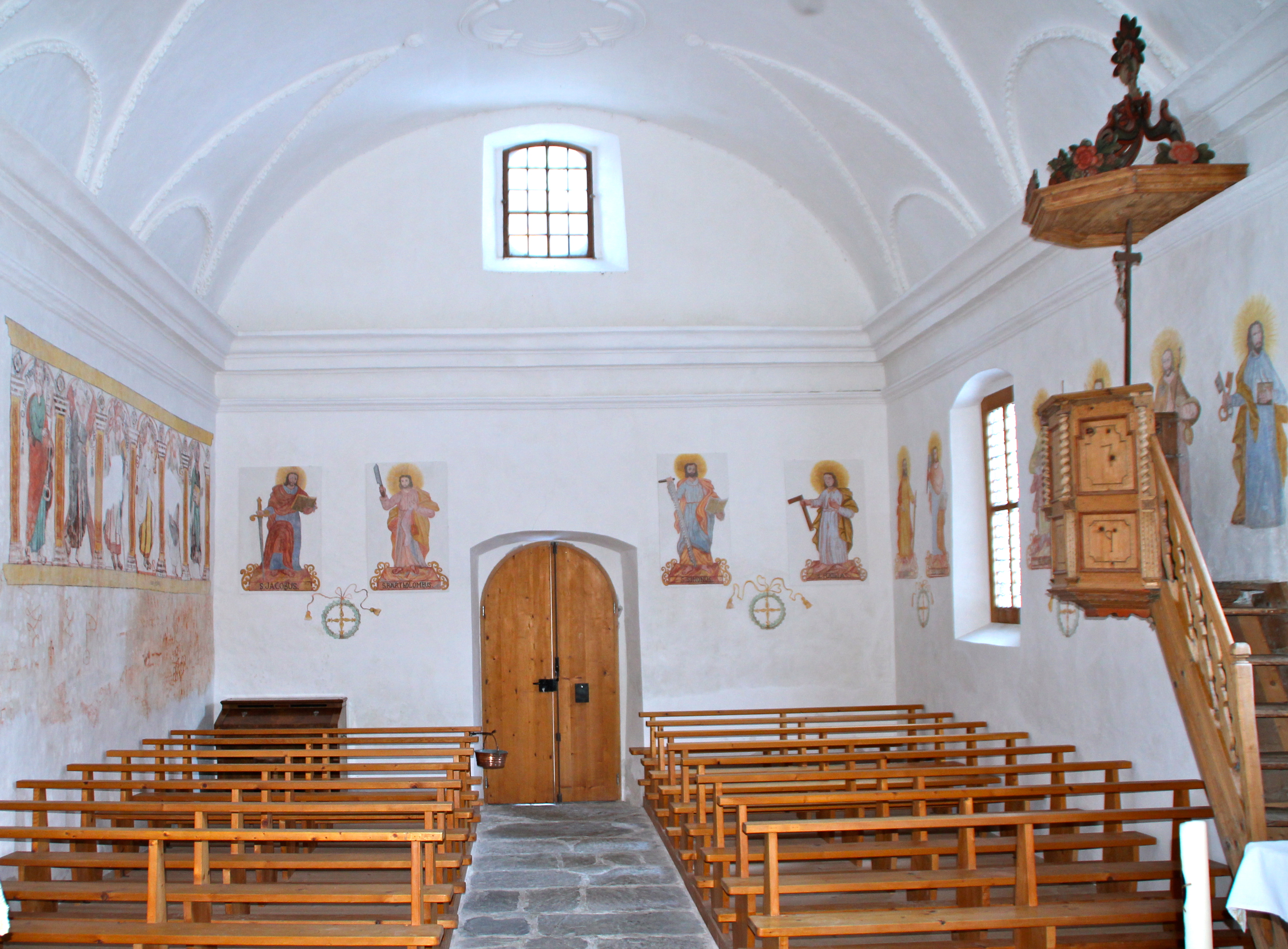
Blick zum Eingang
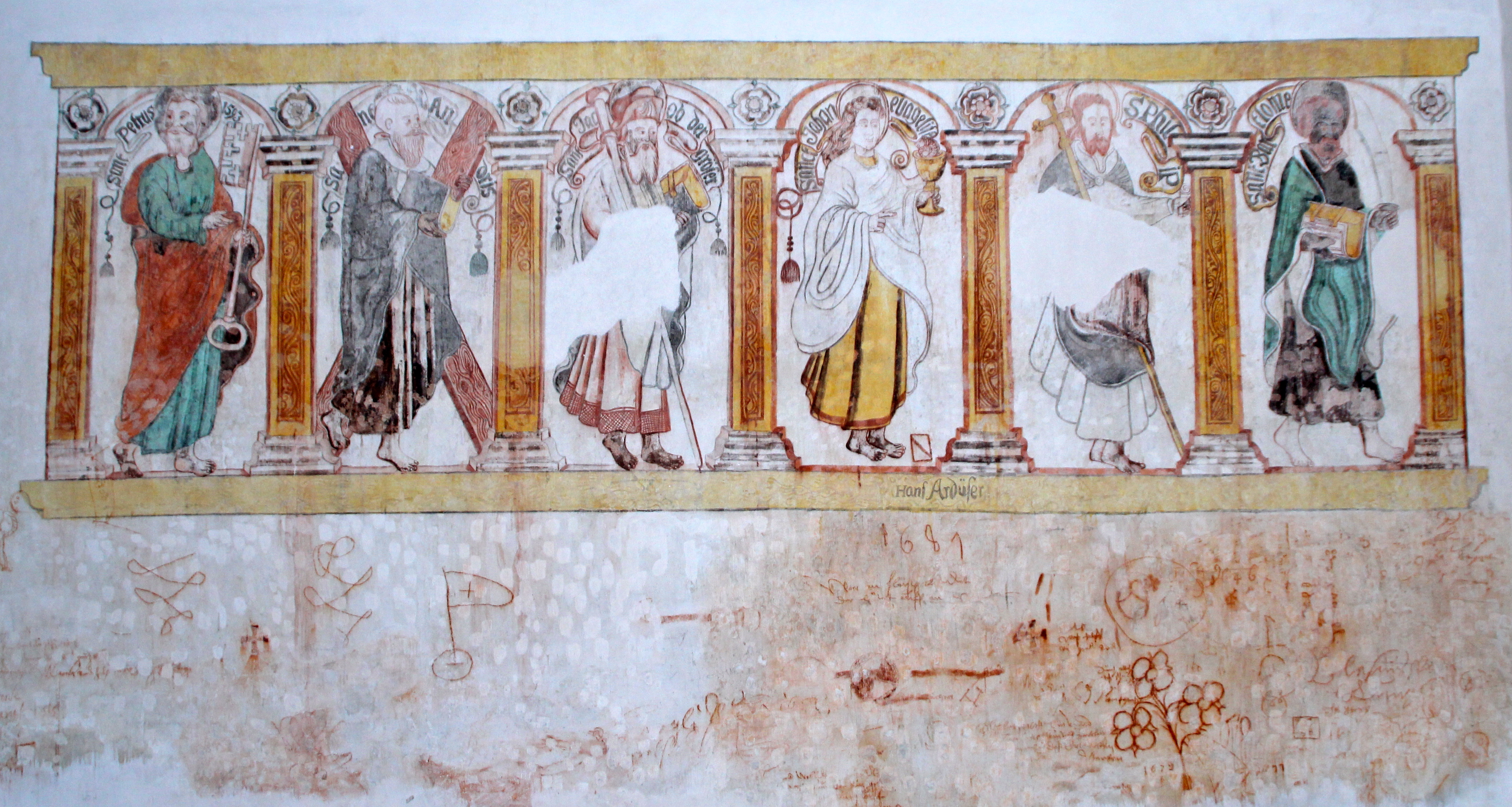
Apostel-Fries von Hans Ardüser
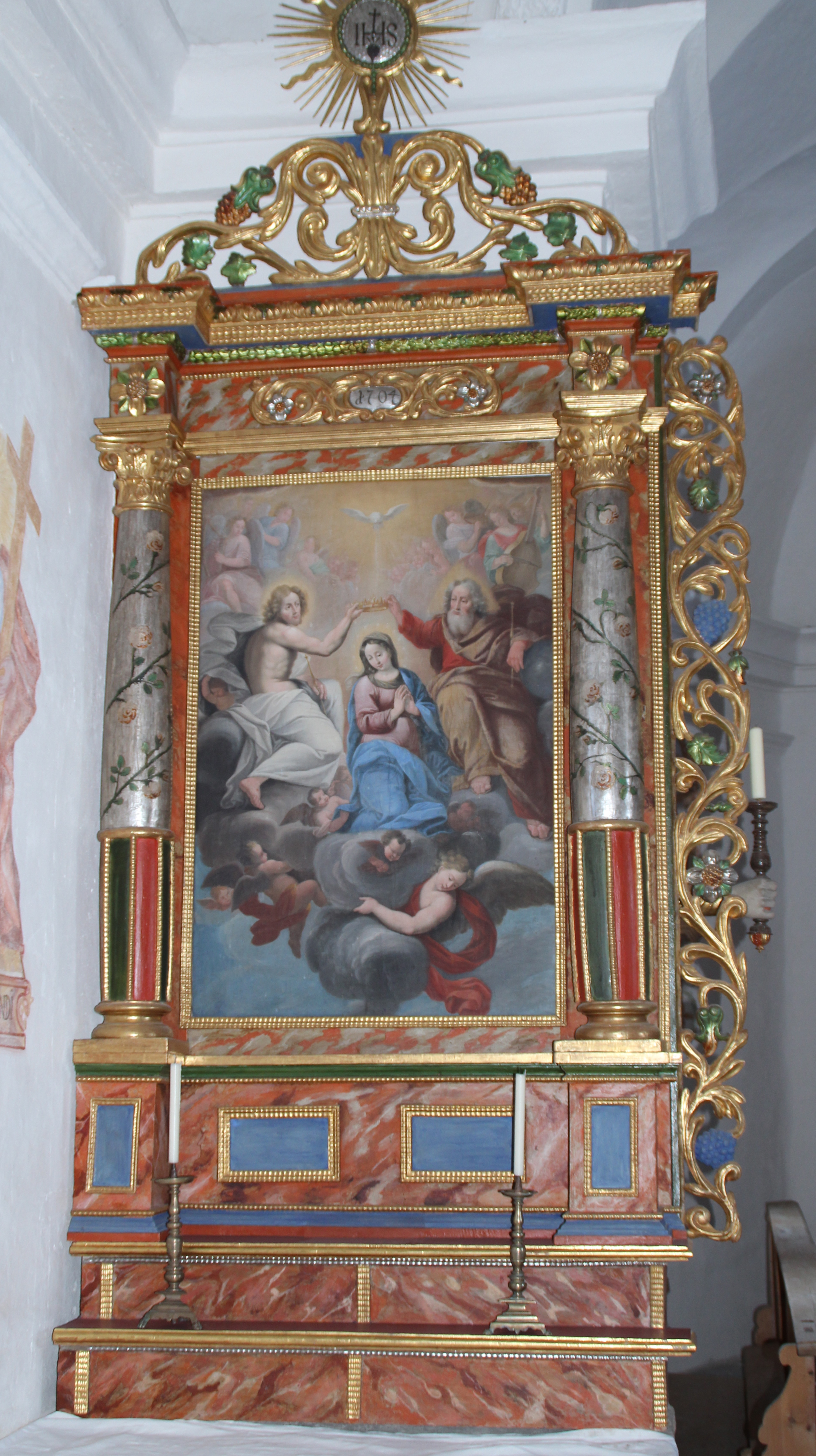
Linker Seitenaltar
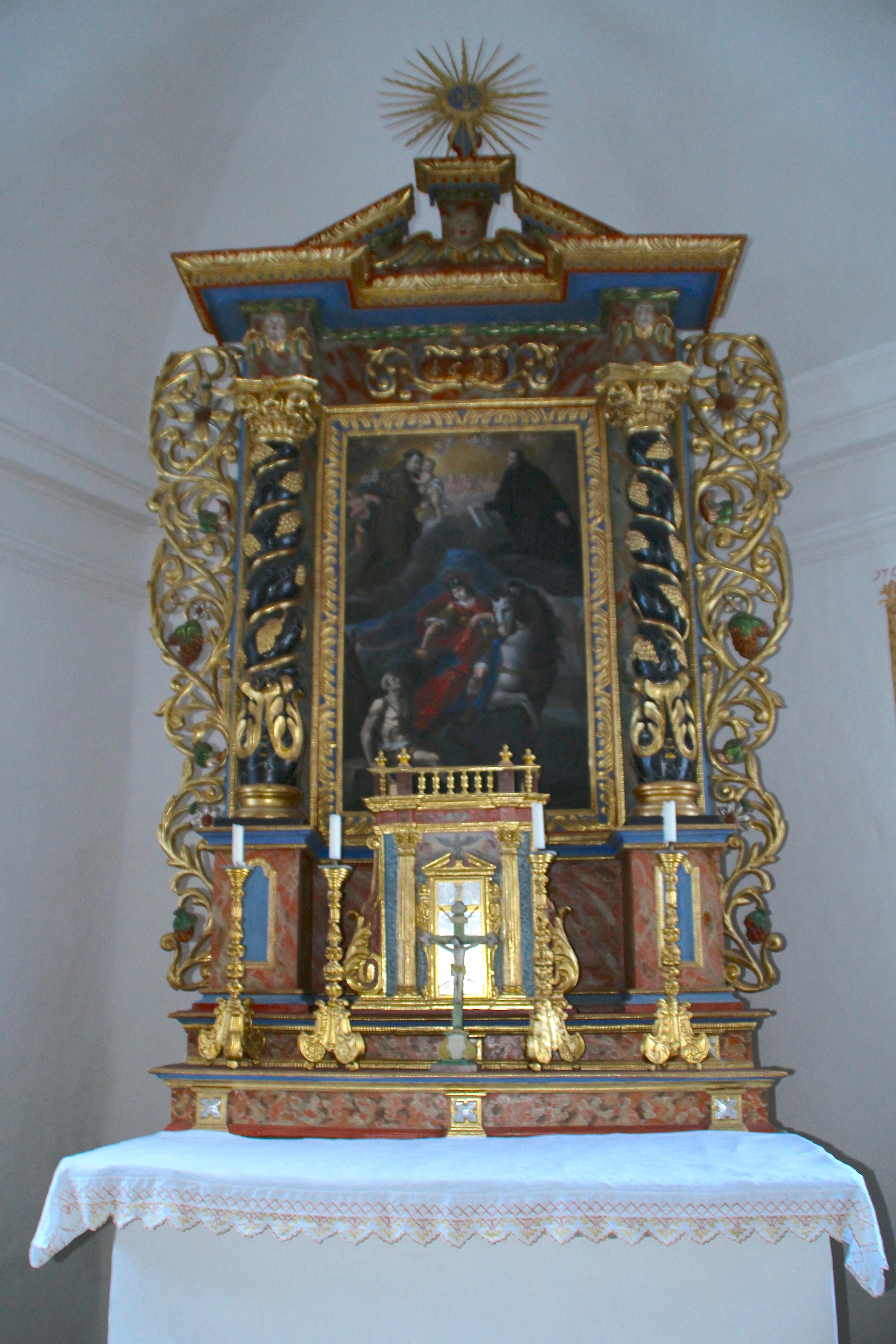
St. Martin bei Vals: Hochaltar
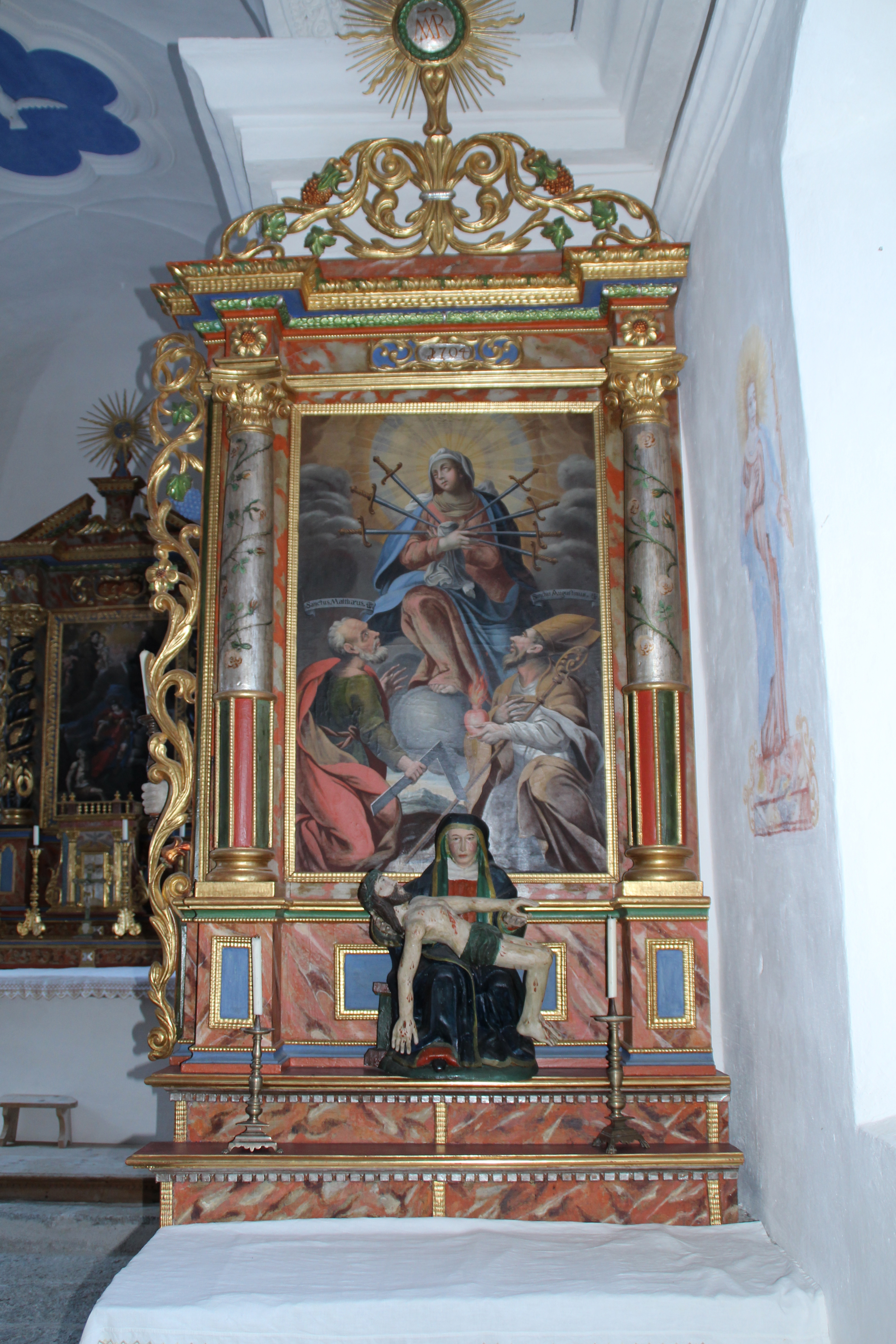
Rechter Seitenaltar